# De Garve
De Garve was een uitgeverij in Brugge die actief was van 1936 tot 1938 of zelfs 1940.

## Geschiedenis
In 1935 nam volksvertegenwoordiger en boekenantiquaar Achiel Van Acker het initiatief een uitgeverij op te richten. Het idee daartoe was ontstaan binnen de artistieke kring die zich De Maffia noemde. Samen met zijn vriend Richard Declerck financierde hij deze activiteit. De bedoeling was goede lectuur te bezorgen aan mensen die niet kapitaalkrachtig genoeg waren om zich duurdere boeken aan te schaffen: een voorafbeelding van de vele reeksen pocketboeken die na de Tweede Wereldoorlog tot stand zouden komen.
Van Acker werd de uitgever, met Declerck als secretaris. Een redactieraad werd samengesteld, bestaande uit Raymond Brulez, Karel Jonckheere, Raymond Herreman, Richard Minne, Ger Schmook, Paul-Gustave van Hecke en Lode Zielens.
De reeksen, waarop men zich abonneerde, werden aan goedkope prijs aangeboden (3 frank per boekje, 15 frank voor een reeks van zes). Er werd heel wat reclame voor gemaakt in de socialistische pers en een kleine 2000 belangstellenden schreven zich in. De druk werd verzekerd door de Brugse socialistische drukkerij Eendracht, gevestigd Langerei nr. 8. Het logo 'De Garve' werd getekend door André Vlaanderen. Voor de materiële uitvoering van de publicaties zorgde Hugo Vrielynck.
De onrustige vooroorlogse jaren, de drukker wordende politieke agenda van Achiel Van Acker, volgens hemzelf de ziekte van zijn vrouw die de boekhouding bijhield en (volgens Richard Minne) een slordig beheer, het feit dat de drukkerij Eendracht ermee ophield, betekenden het einde van de publicaties, hoewel de uitgeverij nog tot in 1940 de gepubliceerde boekjes bleef verkopen.

## De publicaties
In 1936-1937 werd een eerste reeks van zes boekjes gepubliceerd, alle tussen de 48 en 60 bladzijden:
- Raymond BRULEZ, Novellen en Schetsen,
- Richard MINNE, In den zoeten inval,
- André DE RIDDER, Het expressionisme in de Vlaamsche schilderkunst,
- [Richard DECLERCK], Marcus Aurelius, gesprekken met zichzelf,
- Egon Erwin KISCH, Reportages, in vertaling door Nico Rost.
- Arbeiders dichten, een bundel met poëzie door arbeiders geschreven.

Een tweede reeks van zes (waarvan er slechts vijf verschenen) werd gepubliceerd in 1937-1938:
- Julius PEE, Bloemlezing uit Multatuli,
- Johan DAISNE, Fernand V. TOUSSAINT VAN BOELAERE, Achilles MUSSCHE, Poesjkien 1837-1937, een gelegenheidsuitgave,
- Max LAMBERTY, Stroomingen,
- Jan GRESHOFF, Te grabbel,
- Adriaan VAN DER VEEN, Geld speelt de groote rol.

Het zesde boekje dat in die reeks moest verschijnen was een werkje van Karel Jonckheere. De auteur nam het Hugo Vrielynck erg kwalijk dat het nooit werd gepubliceerd, terwijl deze als excuus nam dat de drukkerij het had laten afweten.

## Andere uitgeverijen
De naam De Garve was niet gedeponeerd en werd in die tijd door nog minstens drie uitgeverijen gebruikt in Vlaanderen: 
- in Gent, met werk van Lode Baekelmans, Geo Verbrugge en Paul De Keyser.
- in Lier, waar Jozef L. De Belder in 1936 debuteerde met zijn Rilke-vertalingen, Wij bouwen aan u. Gedurende 30 jaar gaf hij met 'De Garve' talrijke werken uit, vooral veel poëzie. In 1979 werd zijn uitgeverij overgenomen door Orion in Brugge.
- in Antwerpen, geleid door Hugo Willaemen, een neef van Achiel Van Acker. Deze uitgeverij, gespecialiseerd in schoolboeken, werd in 1970 overgenomen door de Brugse drukkerij Barbiaux, geleid door William Barbiaux (1917-2000). In 2003 ging deze onderneming failliet en werd overgenomen door de uitgeverij Van In in Lier.